# 里奧康蒙尼蒂斯 (新墨西哥州)
里奧康蒙尼蒂斯（英語：Rio Communities）是一個位於美國新墨西哥州巴倫西亞縣的城市。

## 人口
根據2020年美國人口普查的數據，里奧康蒙尼蒂斯的面積為19.95平方千米，當中陸地面積為19.93平方千米，而水域面積為0.02平方千米。當地共有人口4926人，而人口密度為每平方千米247人。